# Kasino
Kasino é um projeto musical brasileiro de dance music formado em 2003, no Rio de Janeiro. Fher Cassini foi o rosto promocional do projeto, sendo mais tarde substituído por Bo Anders.

## Carreira
O projeto teve início quando Fabianno "Mister Jam" Almeida (na época vocalista da banda homônima) e o produtor musical Ian Duarte montaram uma produtora e precisavam de alguém para liderar o projeto, foi daí que surgiu Fher Cassini (nome artístico de Fernando Biscaia, na época ex-presidente do fã clube do Mr. Jam).
O projeto é melhor lembrado pelo seu single "Can't Get Over", que entrou na trilha sonora da novela América. De acordo com o ECAD, "Can't Get Over" foi a 18ª canção mais tocada no Sul do Brasil entre janeiro e março de 2006 e a 6ª canção mais tocada no Norte do Brasil entre janeiro e março de 2006. "Shake It" foi a 14ª canção mais tocada no Sul do Brasil entre abril e junho de 2007. Outras músicas que entraram em trilhas de novelas foram "Sexy Baby", em Sabor da Paixão, em 2003, e "Shake It", em Páginas da Vida, de 2006.
Em 2014, o grupo Kasino voltou com o single "So Free", que foi gravado no estúdio Eclips, e lançado no dia 6 de março de 2014.
Em 2021, após ver um post no Instagram do cantor Justin Bieber, Fher Cassini anunciou a sua conversão ao Cristianismo e a sua saída do grupo, focando sua carreira solo como um DJ Gospel.
Kasino ainda é bastante lembrado nas redes sociais, especialmente pela apresentação do grupo no programa Sabadaço, apresentado por Gilberto Barros, em 7 de outubro de 2006, por razão das constantes interrupções deste durante a performance.
O projeto Kasino atualmente está de volta agora com os membros fundadores Fabio Almeida e Ian Duarte na frente. O single de retorno "Get Down" foi lançado a 7 de outubro de 2022.

## Polêmicas
Foi recentemente confirmado por Fabio Almeida e Ian Duarte, produtores e membros fundadores do projeto Kasino, que era Fabio responsável pelos vocais do Kasino desde o início. Fher havia sido contratado em 2005 para liderar o projeto, promover as músicas e dublar em shows e videoclipes, tendo gravado quase todas as faixas do álbum de estreia, com destaque para o single "Shake It!". Porém os vocais principais ouvidos no álbum Light Of Love, que inclui hits como "Can't Get Over" e "Stay Tonight", foram fornecidos por Fabio Almeida, embora seja Fher quem apareça nos respectivos videoclipes.

Entre 2007-2008, Kasino passou por mudanças. Fher se desligou do projeto e logo depois veio um novo vocalista para o grupo, Bo Anders, que então passou a ser integralmente responsável pelos vocais do projeto. Saiu do projeto em 2009 após os produtores decidirem encerrar temporariamente as atividades do Kasino. 